# Dietari 1979-1980 i Segon dietari 1980-1982
Els dietaris de Pere Gimferrer (Dietari 1979-1980 i Segon dietari 1980-1982) recullen en forma de dietari la vida intel·lectual de l'escriptor, ressaltant l'art: literatura, pintura i cinema.
Els Dietaris són reconeguts com una de les obres més rellevants de la literatura contemporània. Publicats els anys 1980 i 1982, han estat traduïts al castellà.

## Premis
El Dietari 1979-1980 va obtenir els següents premis:
- Premi Ciutat de Barcelona (1981)
- Premi de Literatura Catalana de la Generalitat de Catalunya d'assaig (1982)
- Premi de la Crítica Serra d'Or de dietaris (1982)